# Salomonseilands honkbalteam

Vlag van de Salomonseilanden.

Het honkbalteam van de Salomonseilanden is het nationale honkbalteam van de Salomonseilanden. Het team vertegenwoordigt de eilandengroep tijdens internationale wedstrijden. Het honkbalteam hoort bij de Oceanische Honkbal Confederatie (BCO).